# در باب راستای نیروی فیزیکی
در باب راستای نیروی فیزیکی (انگلیسی: On Physical Lines of Force) کتابی است در چهار بخش از جیمز کلارک ماکسول که در سال ۱۸۶۱ به چاپ رسید.